# Eurytemora brodskyi
Eurytemora brodskyi is een eenoogkreeftjessoort uit de familie van de Temoridae. De wetenschappelijke naam van de soort is voor het eerst geldig gepubliceerd in 1993 door Kos.